# Сомерсет (Кентуккі)
Сомерсет (англ. Somerset) — місто (англ. city) в США, в окрузі Пуласкі штату Кентуккі. Населення — 11 924 особи (2020).

## Географія
Сомерсет розташований за координатами 37°4′45″ пн. ш. 84°36′31″ зх. д. / 37.07917° пн. ш. 84.60861° зх. д. (37.079071, -84.608672).  За даними Бюро перепису населення США в 2010 році місто мало площу 29,35 км², з яких 29,31 км² — суходіл та 0,05 км² — водойми.

## Демографія
Згідно з переписом 2010 року, у місті мешкало 11 196 осіб у 4809 домогосподарствах у складі 2691 родини. Густота населення становила 381 особа/км².  Було 5491 помешкання (187/км²).
Расовий склад населення:
| - 92,3 % — білих - 3,5 % — чорних або афроамериканців - 0,7 % — азіатів - 0,2 % — корінних американців - 0,1 % — вихідців з тихоокеанських островів - 1,7 % — осіб інших рас |

До двох чи більше рас належало 1,7 %. Частка іспаномовних становила 3,7 % від усіх жителів.
За віковим діапазоном населення розподілялося таким чином: 20,9 % — особи молодші 18 років, 60,2 % — особи у віці 18—64 років, 18,9 % — особи у віці 65 років та старші. Медіана віку мешканця становила 41,3 року. На 100 осіб жіночої статі у місті припадало 85,2 чоловіків;  на 100 жінок у віці від 18 років та старших — 80,4 чоловіків також старших 18 років.
Середній дохід на одне домашнє господарство  становив 36 765 доларів США (медіана — 26 411), а середній дохід на одну сім'ю — 42 298 доларів (медіана — 33 698). Медіана доходів становила 31 276 доларів для чоловіків та 28 399 доларів для жінок. За межею бідності перебувало 34,4 % осіб, у тому числі 51,8 % дітей у віці до 18 років та 24,7 % осіб у віці 65 років та старших.
Цивільне працевлаштоване населення становило 4456 осіб. Основні галузі зайнятості: освіта, охорона здоров'я та соціальна допомога — 24,2 %, мистецтво, розваги та відпочинок — 16,2 %, роздрібна торгівля — 13,9 %.